# 化学熱力学
化学熱力学（英語: Chemical thermodynamics）は熱力学と仕事の関係を、化学反応もしくは状態の物理的変化と関連させて、熱力学の法則の範囲内で研究する学問である。化学熱力学には、様々な熱力学的性質の室内実験だけでなく、数学的手法を用いた化学的な疑問や自発過程の研究も含まれる。
化学熱力学の構造は、熱力学の第一法則と第二法則に基づいている。熱力学の第一法則と第二法則を出発点として、「ギブスの基本式」と呼ばれる4つの方程式が導き出される。これらの4つの方程式から、比較的単純な数学を用いて、熱力学系の熱力学的性質を関連付ける多数の方程式を導き出すことができる。これが化学熱力学の数学的枠組みの概要である。

## 歴史

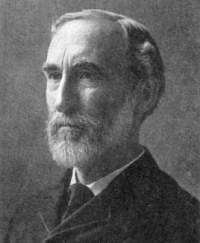
化学熱力学の創始者であるJ・ウィラード・ギブズ

1865年、ドイツの物理学者ルドルフ・クラウジウスは、彼の著書『Mechanical Theory of Heat（力学的な熱理論）』の中で、熱化学の原理、例えば燃焼反応で発生する熱は、熱力学の原理にも適用できることを示唆した。クラウジウスの研究に基づき、1873年から1876年の間にアメリカの数学物理学者ウィラード・ギブズは3つの論文を発表し、中でも最も有名なのは『不均一な物質系の平衡に就いて』である。これらの論文の中で、ギブズは熱力学の第一法則と第二法則を図式的に、そして数学的にどのように測定すれば、化学反応の熱力学的平衡とそれらが発生または進行する傾向の両方を決定できるかを示した。ギブズの論文集は、クラウジウスやニコラ・レオナール・サディ・カルノーなど、他の研究者によって発展させられた原理から、最初の統一された熱力学の定理体系を提供した。
20世紀初頭には、2つの主要な出版物がギブズによって発展させられた原理を化学プロセスに適用することに成功し、化学熱力学の科学的基礎を確立した。1つ目は、1923年にギルバート・ルイスとマール・ランドールによって出版された教科書『Thermodynamics and the Free Energy of Chemical Substances（熱力学と化学物質の自由エネルギー）』である。この本は、英語圏において化学親和力を自由エネルギーという用語で置き換える役割を果たした。2つ目は、1933年にE・A・グッゲンハイムによって書かれた著書『Modern Thermodynamics by the methods of Willard Gibbs（ウィラード・ギブズの方法による現代熱力学）』である。このように、ルイス、ランドール、そしてグッゲンハイムは、熱力学を化学に統一的に適用することに大きく貢献した2冊の著書によって、現代化学熱力学の創始者とみなされている。

## 概要
化学熱力学の主な目的は、与えられた変化の実現可能性、つまり自発過程であるかを判断するための基準を確立することである。このように、化学熱力学は、一般的に以下の過程で起こるエネルギー交換を予測するために使用される。
1. 化学反応
2. 相転移
3. 溶液の生成

以下の状態量は、化学熱力学において特に重要である。
- 内部エネルギー
- エンタルピー
- エントロピー
- ギブズ自由エネルギー

化学熱力学におけるほとんどの恒等式は、熱力学の第一法則と第二法則、特にエネルギー保存の法則をこれらの状態量に適用することによって得られる。
熱力学の法則の3つ（一般的で非特異的な形式）：
1. 宇宙のエネルギーは一定である。
2. いかなる自発的過程においても、宇宙のエントロピーは常に増加する。
3. 0ケルビンにおける完全結晶（秩序だった状態）のエントロピーはゼロである。

## 化学エネルギー
化学エネルギーとは、化学物質が化学反応によって変化を起こす際に放出される可能性のあるエネルギーのことである。化学結合の切断と生成には、エネルギーの放出または吸収が伴い、多くの場合、化学系によって吸収または放出される熱として現れる。
化学物質（「反応物」）間の反応によって放出（または吸収）されるエネルギーは、生成物（reactants）と反応物（products）のエネルギー含有量の差に等しい。このエネルギーの変化は、化学系の内部エネルギーの変化と呼ばれる。これは、{\displaystyle \Delta _{\rm {f}}U_{\ {reactants}}^{\rm {o}}}、つまり考慮される分子の結合エネルギーに関連する反応物分子の生成の内部エネルギーと、{\displaystyle \Delta _{\rm {f}}U_{\mathrm {products} }^{\rm {o}}}、つまり生成物分子の生成の内部エネルギーから計算できる。内部エネルギーの変化は、断熱熱量計のような密閉された剛体容器内など、一定体積（標準状態）の条件で測定された場合、熱変化に等しい。しかし、大気開放容器での反応のように、一定圧力下では、測定された熱は通常内部エネルギーの変化と等しくない。なぜなら、圧力-体積仕事もエネルギーを放出または吸収するからである（一定圧力下での熱変化はエンタルピー変化と呼ばれる。この場合、広く表にまとめられた標準生成エンタルピーが使用される）。
関連用語として燃焼熱があり、これは燃焼反応によって放出される化学エネルギーであり、燃料の研究において重要である。食品は炭化水素や炭水化物燃料と似ており、酸化されるとエネルギー放出は類似している（ただし、炭化水素燃料とは異なる評価方法である。食物エネルギーを参照）。
化学熱力学では、化学ポテンシャルエネルギーは化学ポテンシャルと呼ばれ、時にはギブズ-デュエムの式が用いられる。

## 化学反応
化学熱力学において興味深いほとんどの場合、内部自由度と化学反応や相転移などの過程が存在し、平衡状態にない、あるいはピストンや電極などの拘束装置に連結されて「準静的」変化を通じて外部仕事を供給および受けることによって「作動平衡」に維持されていない限り、宇宙にエントロピーを生成する。均一な「バルク」系であっても、内部エネルギーを含むすべての示量性熱力学ポテンシャルと同様に、自由エネルギー関数は化合物に依存する。量{ Ni}、つまり化学種の数が式から省略されている場合、組成変化を記述することは不可能である。

### ギブズ関数またはギブズエネルギー
構造化されていない均一な「バルク」系の場合でも、Gが依存する様々な示量性組成変数{ Ni}が存在し、組成（各化学物質の量、存在する分子の数またはモル数で表される）を指定する。明示的に、
{\displaystyle G=G(T,P,{N_{i}}),.}
PV仕事のみが可能である場合、
{\displaystyle \mathrm {d} G=-S\,\mathrm {d} T+V\,\mathrm {d} P+\sum _{i}\mu _{i}\,\mathrm {d} N_{i}\,}
これは基本的な熱力学の関係の言い換えであり、ここでμiは系内のi番目の成分の化学ポテンシャルである。
{\displaystyle \mu _{i}=\left({\frac {\partial G}{\partial N_{i}}}\right){T,P,N{j\neq i},etc.},.}
dGの式は、実験的に達成しやすく、生物の条件に近い、一定のTとPの条件下で特に有用である。
{\displaystyle (\mathrm {d} G)_{T,P}=\sum _{i}\mu _{i},\mathrm {d} N_{i},.}

### 化学親和力
この定式化は数学的には正しいが、系から単純に分子の追加や削除をするわけではないため、特に透明ではない。組成を変える際には常に過程が関与する。例えば、化学反応（または複数）、あるいはある相（液体）から別の相（気体または固体）への分子の移動などである。成分の量（Ni）が独立して変化できるとは考えられないことを示唆しない表記法を見つける必要がある。すべての実際の過程は質量保存の法則に従い、さらに、各種類の原子の数の保存にも従う。
したがって、過程の進行度合いを表す明示的な変数、反応進行度を表す進行変数ξ（Prigogine & Defay, p.18; Prigogine, pp.4–7; Guggenheim, p.37.62）、および偏導関数∂G/∂ξ（問題の量が有限の変化ではないため、広く使用されている「ΔG」の代わりに）を導入する。その結果、化学反応（または他の過程）に対するdGの依存性を理解しやすい式で表すことができる。反応が1つだけの場合、
{\displaystyle (\mathrm {d} G){T,P}=\left({\frac {\partial G}{\partial \xi }}\right){T,P},\mathrm {d} \xi .,}
反応におけるi番目の成分の化学量論係数を導入すると、
{\displaystyle \nu _{i}=\partial N_{i}/\partial \xi ,}
(iが生成される場合は正、消費される場合は負）、iの分子がどれだけ生成または消費されるかを示す偏導関数の代数式が得られる。
{\displaystyle \left({\frac {\partial G}{\partial \xi }}\right)_{T,P}=\sum _{i}\mu _{i}\nu _{i}=-\mathbb {A} ,}
ここで、この量に簡潔で歴史的な名前である「化学親和力」を導入し、Aで表す。これは1923年にテオフィル・ド・ドンデによって導入されたものである（De Donder; Progogine & Defay, p.69; Guggenheim, pp.37, 240）。マイナス記号は、自発的な変化において、過程のギブズ自由エネルギーの変化が負である場合、化学種が互いに正の親和力を持つことを保証する。Gの微分は、組成変化への依存性を示す単純な形式をとる。
{\displaystyle (\mathrm {d} G)_{T,P}=-\mathbb {A} \,d\xi \,.}
通常の場合のように、多数の化学反応が同時に起こっている場合、
{\displaystyle (\mathrm {d} G)_{T,P}=-\sum _{k}\mathbb {A} _{k},\mathrm {d} \xi _{k},.}
成分の量（Ni）が独立して変化できるとは考えずに、一連の反応座標{ ξj}を用いる。上記の式は熱力学的平衡ではゼロに等しいが、化学反応が有限の速度で進行し、エントロピーを生成する場合には負になる。これは、反応速度dξj/dtを導入することでさらに明確になる。すべての物理的に独立した過程（Prigogine & Defay, p.38; Prigogine, p.24）において、
{\displaystyle \mathbb {A} {\dot {\xi }}\leq 0,.}
これは注目すべき結果である。なぜなら、化学ポテンシャルは示強性の系変数であり、局所的な分子の環境にのみ依存するからである。温度と圧力（または他の系変数）が経時的に一定に保たれるかどうかを「知る」ことはできない。これは純粋に局所的な基準であり、そのような制約に関係なく成立する必要がある。もちろん、他の基本的な状態関数のいずれかの偏導関数を用いても得ることができたであろうが、それにもかかわらず、その自発的過程から生じるエントロピー生成（の−T倍）の一般的な基準である。あるいは少なくとも外部仕事として捕捉されない部分の基準である。（以下の「制約」を参照。）
ここで、化学ポテンシャルと親和力を化学反応（または他の過程）が起こっている任意の場所に適用できるようにすることで、均一な「バルク」系の要件を緩和する。不可逆過程によるエントロピー生成を考慮すると、dGの等式は次のように置き換えられる。
{\displaystyle \mathrm {d} G=-S\,\mathrm {d} T+V\,\mathrm {d} P-\sum _{k}\mathbb {A} _{k}\,\mathrm {d} \xi _{k}+\mathrm {\delta } W'\,}
または
{\displaystyle \mathrm {d} G_{T,P}=-\sum _{k}\mathbb {A} _{k}\,\mathrm {d} \xi _{k}+\mathrm {\delta } W'.\,}
系のギブズ関数のいかなる減少も、等温過程、等圧過程において周囲から得られる仕事の最大値であり、あるいは単に散逸されて、系とその周囲のエントロピーのT倍の増加として現れることもある。あるいは、一部が外部仕事を行い、一部がエントロピー生成に費やされることもある。重要な点は、化学反応の反応進行度を何らかの外部の機械的または電気的な量の変位に結びつけることで、一方が進む場合にのみ他方も進むようにできることである。この結びつきは時折強固なものになる場合もあるが、多くの場合柔軟で可変的である。

### 溶液
溶液化学および生化学において、ギブズ自由エネルギーの減少（∂G/∂ξ、モル単位、ΔGと表記される）は、仕事が行われていない状況、あるいは少なくとも「有用な」仕事、すなわち± P dV以外の仕事が行われていない状況において、自発的な化学反応によって生成される全体的なエントロピー（の−T倍）の代替として一般的に使用される。すべての自発的反応は負のΔGを持つという主張は、熱力学第二法則を単に言い換えたものであり、エネルギーの次元解析を与え、エントロピーに関するその意味をいくらか曖昧にしている。有用な仕事が行われていない場合、一定のT、または一定のTとPに対して適切なエントロピーのルジャンドル変換、それぞれマシュー関数−F/Tと−G/Tを使用する方が誤解が少ない。

## 非平衡
一般的に、従来の化学熱力学で扱われる系は、平衡状態または平衡状態に近い。イリヤ・プリゴジンは、平衡状態からかけ離れた開いた系の熱力学的処理法を開発した。そうすることで、彼は全く新しい、全く予期せぬタイプの現象と構造を発見した。彼の一般化された非線形不可逆熱力学は、様々な分野で驚くべき応用を見出している。
非平衡熱力学は、秩序だった構造、例えば生物系がどのように無秩序から発展するかを説明するために応用されてきた。オンサーガーの相反関係が利用されたとしても、平衡における古典的な熱力学の原理は、平衡に近い線形系は常に摂動に対して安定な無秩序状態に発展し、秩序だった構造の発生を説明できないことを示している。
プリゴジンはこれらの系を散逸構造と呼んだ。なぜなら、それらは系と環境の間のエネルギー交換のために起こる散逸過程によって形成され、維持され、その交換が停止すると消滅するからである。それらは環境との共生関係にあると言える。
プリゴジンが散逸構造の摂動に対する安定性を研究するために用いた方法は、非常に一般的な関心を集めている。それは、都市交通問題、昆虫群集の安定性、秩序だった生物構造の発達、癌細胞の増殖など、非常に多様な問題を研究することを可能にする。

### 系の制約
この点において、壁やその他の制約の役割、および独立した過程とカップリングの区別を理解することが重要である。多くの参考文献が明確に示唆していることとは反対に、上記の分析はPdV仕事のみを外部世界に供給できる等質、等方性のバルク系に限定されるものではなく、最も構造化された系にも適用される。同時に多くの化学「反応」が起こっている複雑な系が存在し、その一部は実際には同じ全体的過程の一部にすぎない。独立した過程とは、他のすべてが不可解にも停止した場合でも進行する可能性のある過程である。これを理解することはおそらく化学反応速度論における「思考実験」であろうが、実際の例は存在する。
一定の温度と圧力における気相反応で分子の数が増加すると、体積が増加する。ピストンで閉じられたシリンダー内では、ピストンに仕事をすることによってのみ進行する。反応の進行度は、ピストンが外側に動く場合にのみ増加する。逆に、ピストンが内側に押されると、反応は逆方向に進む。
同様に、酸化還元反応は、電気化学電池において、電極を接続する電線に電流が流れることで起こる可能性がある。電流が流れない場合、電極における半電池反応は制約される。電流はジュール熱として散逸されるか、あるいは電動機のような電気装置を駆動して機械的仕事を行うこともある。自動車の鉛-酸電池は再充電でき、化学反応を逆方向に駆動する。この場合も、反応は独立した過程ではない。反応のギブズ自由エネルギーの一部、おそらく大部分は、外部仕事として供給される。
ATPのADPとリン酸への加水分解は、生きている筋肉によって行われる力×距離の仕事を駆動することができ、ATPの合成は、ミトコンドリアと葉緑体における酸化還元鎖によって駆動され、これらの細胞小器官の膜を通過するイオンの輸送を伴う。ここでの、そして前の例における過程のカップリングは、しばしば完全ではない。気体はピストンをゆっくりと通過することができ、ゴム風船からゆっくりと漏れるのと同じである。外部電流が流れていなくても、電池内である程度の反応が起こる可能性がある。通常、相対速度に依存するカップリング係数が存在し、駆動自由エネルギーのうち何パーセントが外部仕事に変換されるか、あるいは別の化学過程の自由エネルギーの婉曲表現である「化学的仕事」として捕捉されるかを決定する。